# Arua
Arua é uma cidade do Uganda. É a sede do distrito de mesmo nome, na Região Norte do país.
Arua foi a capital da antiga Província do Nilo Ocidental, até à sua dissolução, na década de 1970.
É um importante centro de comércio local, é base de um grande contingente de refugiados vindos do Sudão do Sul e da República Democrática do Congo, sendo também um centro de distribuição de ajuda para essas nações.
A principal etnia na região são os lubaras.